# Motoyaki

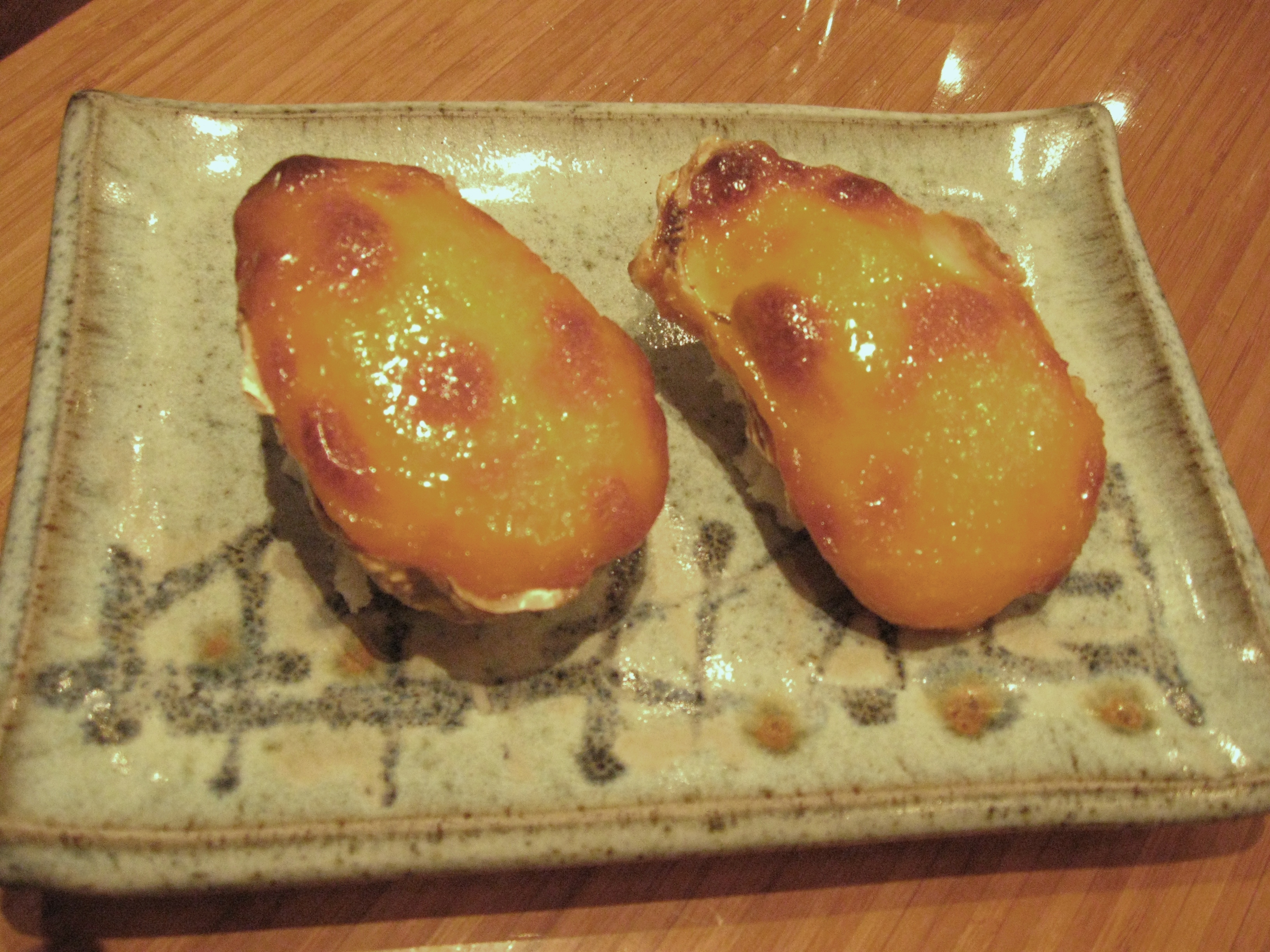
Motoyaki de ostra.

El motoyaki es una técnica culinaria consisten en hornear alimentos cubiertos con una salsa a base de mahonesa servidos en una concha de ostra. Está disponible en muchos restaurantes de estilo japonés. Ejemplos de recetas son el motoyaki de ostra y el motoyaki de marisco.